# Telewizja Trwam

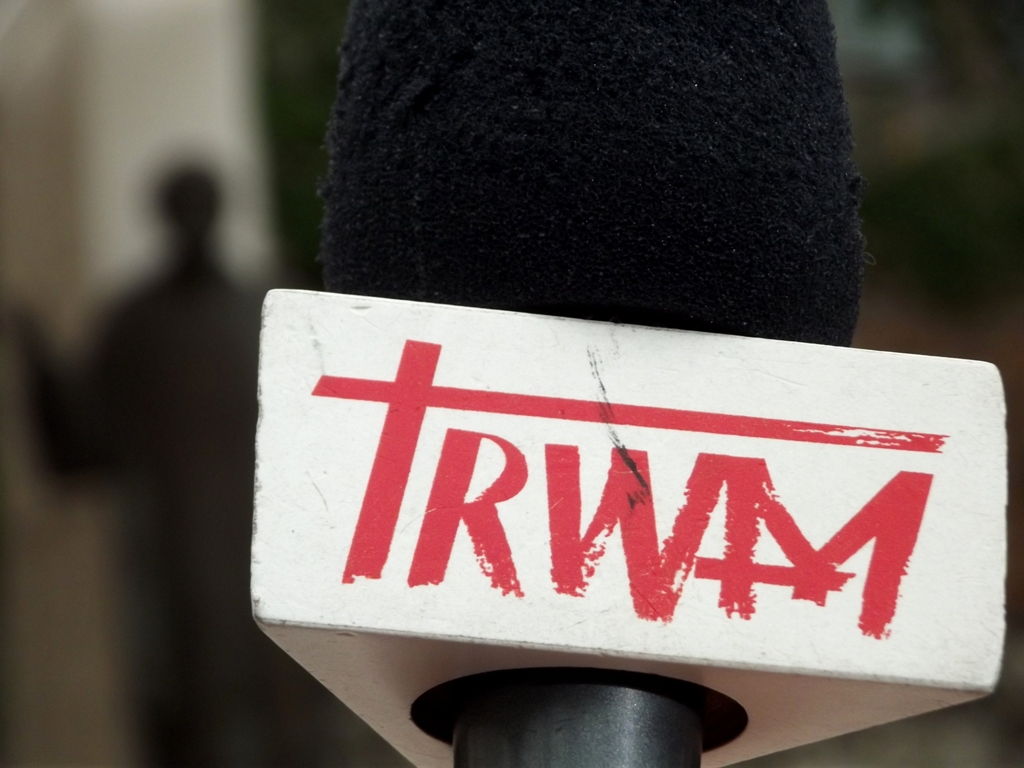

TV Trwam é um canal de TV polonês em Toruń, Polônia, pertencente à Fundação Lux Veritatis.

## Propriedade e financiamento
A estação é de propriedade da Província de Varsóvia da Congregação do Santíssimo Redentor e é financiada por doações de sua audiência, a Família Radio Maryja . Isso é diferente da maioria das outras estações de televisão polonesas, que são publicamente financiadas ou dependem da receita de publicidade. Uma concordância com o Vaticano que concede certos privilégios à Igreja torna a TV Trwam isenta das regras contábeis normais, pois é considerada como sendo operada pela Igreja.

## Distribuição
Está disponível em muitos países do mundo por cabo ou satélite, incluindo Estados Unidos, Alemanha, Canadá, Itália e Suíça. Também é transmitido gratuitamente ao ar a partir do satélite Astra 1L 19,2E na Europa e do satélite Galaxy 19 na América do Norte.

## História

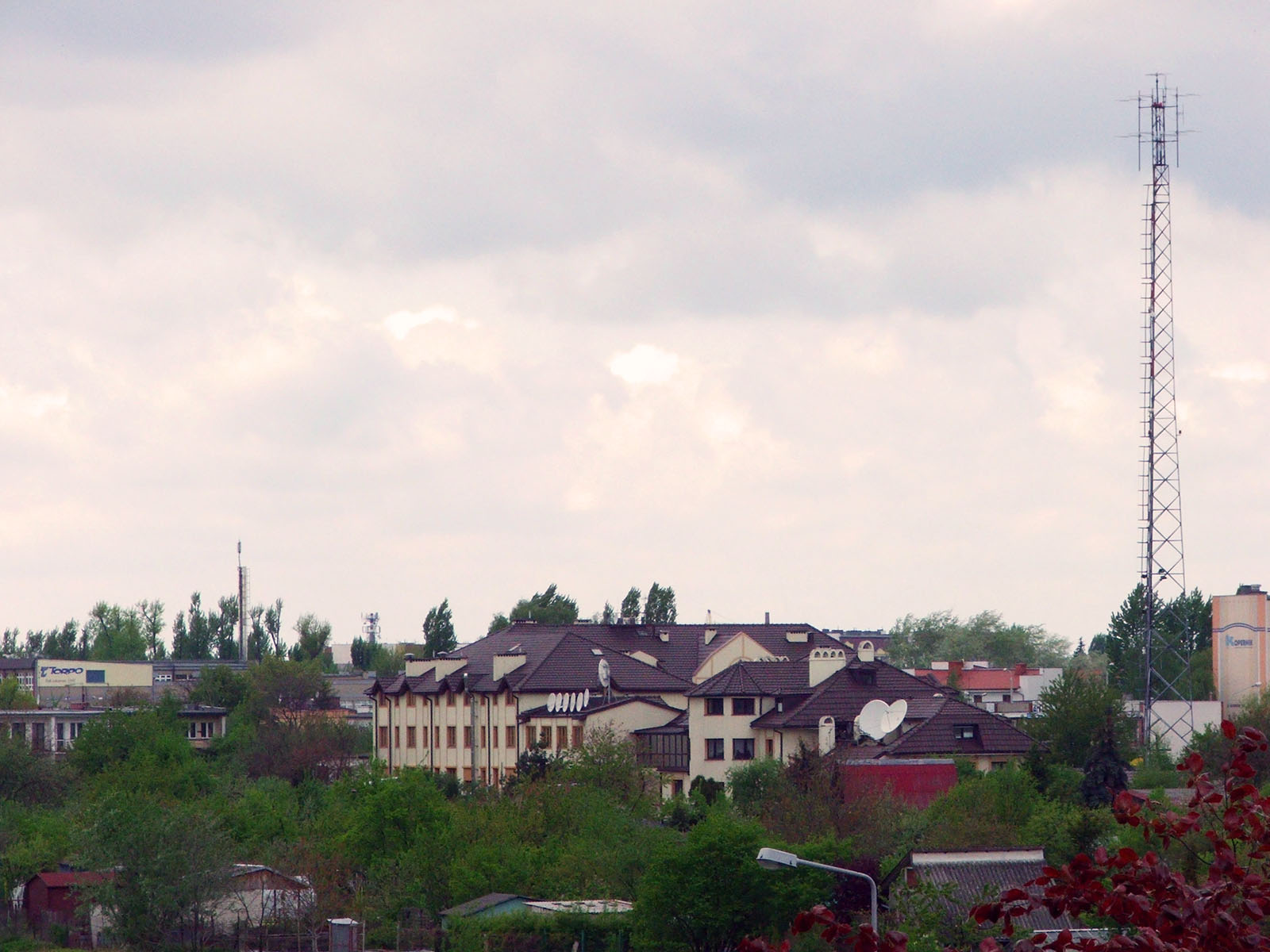
A sede da Radio Maryja fica em um edifício moderno em meio a jardins no norte de Toruń.

A estação possui estúdios de televisão em Toruń e Varsóvia . O estúdio de televisão é o segundo maior do país (mais de 700 m²). A TV Trwam recebeu sua licença em 13 de fevereiro de 2003 e lançou sua transmissão terrestre em 13 de maio de 2003, bem como a transmissão regular via satélite.
O lema da estação é "um meio de comunicação social, não de manipulação da mídia". A estação é financiada por doações de telespectadores, ouvintes da Rádio Maryja, leitores do " Nasz Dziennik " ( Our Journal ) e vendas de receptores de televisão por satélite. Ao contrário da Rádio Maryja, a TV Trwam não tem o status de "emissora pública" e pode colocar anúncios.
A estação transmite notícias e assuntos sociais, bem como programação política, religiosa e musical.